# François Darlan
Jean Louis Xavier François Darlan (Nérac, 7 augustus 1881 - Algiers, 24 december 1942) was een Franse admiraal en collaborateur van Vichy-Frankrijk.

## Vroegere carrière
Darlan studeerde van 1899 tot 1901 aan de École navale. Hij was in 1912 een specialist in ballistiek en was een instructeur op het oefenschip Jeanne d’Arc. Tijdens de Eerste Wereldoorlog voerde hij het bevel over diverse batterijen van marinestrijdkrachten aan diverse fronten. Na de oorlog bleef hij bij de marine en werd op 18 november 1929 tot contre-amiral en op 4 december 1932 tot vice-amiral bevorderd. Tussen 1926 en 1936 was hij kabinetschef van de minister van Marine, Georges Leygues, en daarna voerde hij het bevel over een Atlantisch eskader. Darlan werd in 1936 bevorderd tot Vice-amiral d'escadre en in 1937 werd hij bevorderd tot amiral en als stafchef van de marine. Op 24 juni 1939 werd hij bevorderd tot amiral de la flotte en kreeg bevel over de gehele Franse vloot.

## Vichyregering
Toen Parijs in juni 1940 werd bezet was Darlan een van degenen die achter maarschalk Philippe Pétain ging staan. Darlan werd beloond met het behoud van zijn functie van minister van Marine en eiste snel het vertrek van de meerderheid van de Franse vloot naar Frans Noord-Afrika. Ondanks toezeggingen van admiraal Darlan vreesden de Britten dat de vloot in Duitse handen zou vallen, en dat resulteerde op 3 juli 1940 in de aanval op Mers-el-Kébir door de Royal Navy waarbij ongeveer 1.300 Fransen omkwamen. Darlan had een afkeer van het parlementarisme en Groot-Brittannië.
In februari 1941 verving Darlan Pierre-Étienne Flandin als de plaatsvervanger van Pétain. Hij werd ook benoemd tot minister van Binnenlandse Zaken, Defensie en Buitenlandse Zaken, waarbij Darlan de-facto het hoofd werd van het Vichyregime. In januari 1942 nam Darlan andere regeringsposten over. Darlan streefde naar economische en militaire samenwerking met Duitsland in ruil voor betere voorwaarden ten opzichte van de wapenstilstand. Darlan was ervan overtuigd dat Groot-Brittannië de oorlog niet kon winnen en het Europees continent aan Duitsland moest overlaten. Hij zag Frankrijk hierin als bemiddelaar. Volgens hem was samenwerking met Duitsland de minst slechte oplossing. Hij onderschatte echter Hitlers wantrouwen ten opzichte van Frankrijk.
In mei 1941 tekende Darlan en de Duitse ambassadeur in Frankrijk Otto Abetz de Protocollen van Parijs. Het wantrouwen van Hitler tegenover Frankrijk sloot elke mogelijkheid van een alliantie met Frankrijk uit. Eind februari 1942 bleek Darlans beleid een mislukking. In april 1942 moest Darlan aftreden ten gunste van Pierre Laval maar hij behield zijn post van bevelhebber van de Franse strijdkrachten.

## Staatsgreep van 8 november 1942
Op 7 november 1942, vlak voor Operatie Toorts, vertrok Darlan richting Algiers om zijn zoon te bezoeken die in het ziekenhuis lag wegens polio. Darlan wist niets van de geheime overeenkomst die tussen het verzet in Algerije en de Amerikaanse generaal Mark Wayne Clark op 23 oktober 1942 was gesloten in Cherchell.
Even na de middag op 8 november 1942 vielen 400 slecht bewapende Franse partizanen de kustartillerie van Sidi Ferruch en de Vichy XIV Legerkorps van Algiers aan. Ongeveer 15 uur later hadden de verzetsstrijders beide troepen geneutraliseerd. Onder het bevel van José Aboulker, Henri d’Astier de La Vigerie en kolonel Jousse bezette het verzetsleger de meeste strategische punten in Algiers en arresteerde militaire en staatsfunctionarissen van Vichy. Een van de burgergroepen, cadetten van het Ben-Aknoun College, slaagde erin om Darlan en generaal Alphonse Juin, bevelhebber in Noord-Afrika, te arresteren.
Na drie dagen van bedreigingen en gesprekken dwong Clark Darlan en Juin om aan de Franse troepen het bevel te geven om de vijandelijkheden op 10 november in Oran en 11 november in Marokko te staken. Darlan bleef hoofd van het Franse bestuur. In ruil daarvoor stemde generaal Dwight D. Eisenhower in met de zelfbenoeming door Darlan op 14 november als Hoge Commissaris van Frankrijk voor Noord- en West-Afrika, een stap die woede wekte bij Charles de Gaulle. Op 27 november werden de laatste Franse marineschepen tot zinken gebracht in Toulon.
Toen men in Vichy dacht dat Darlan een gevangene was van de geallieerden werd hij ontslagen uit de Vichyregering vlak voor het begin van Operatie Anton, de Duitse invasie van onbezet Frankrijk. De meeste Franse troepen volgden Darlan, maar bepaalde elementen voegden zich bij de Duitse troepen in Tunesië.
Op 24 december 1942 werd Darlan in Algiers door Fernand Bonnier de La Chapelle vermoord, die hiervoor op 26 december 1942 werd geëxecuteerd.

## Afbeeldingen

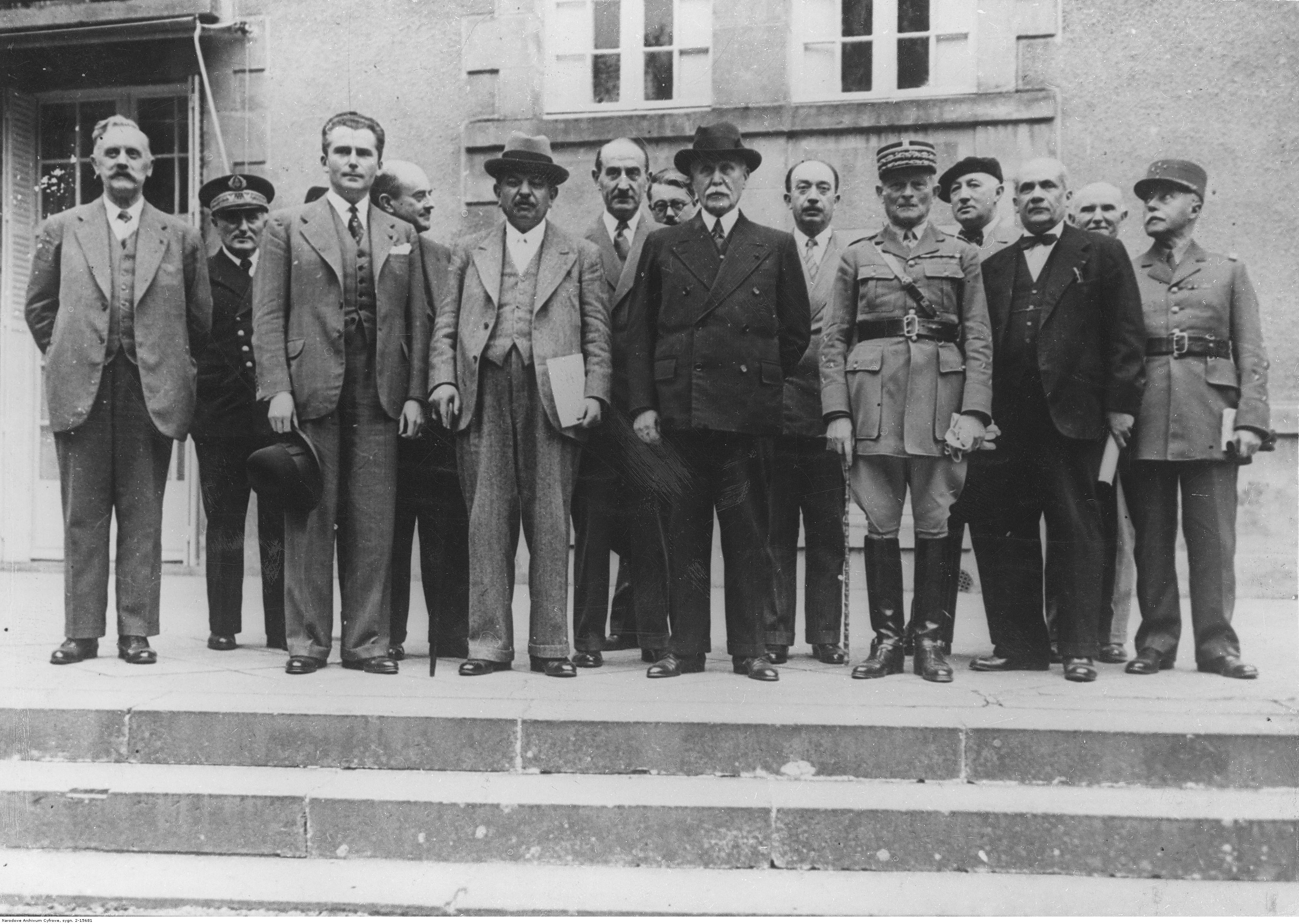
Darlan, tweede van links, in het tweede kabinet Pétain (1940)
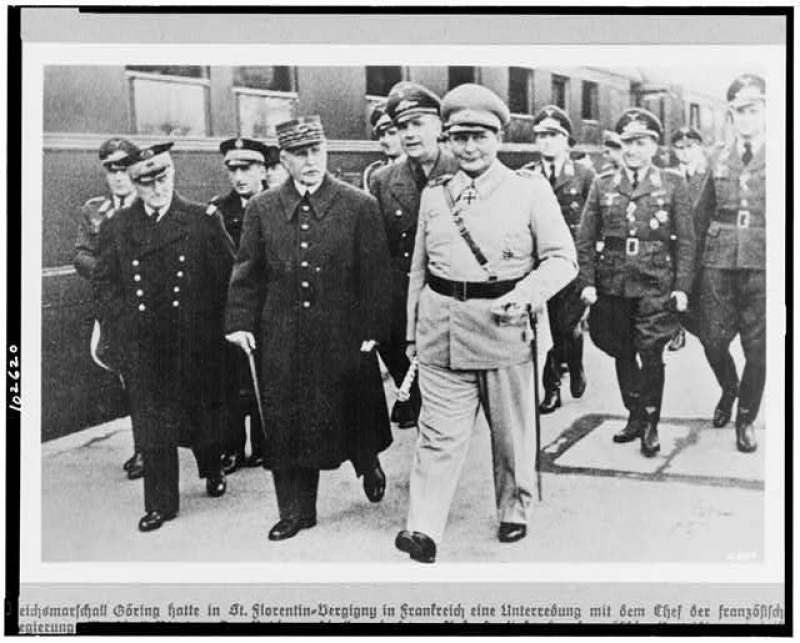
Darlan, links met Pétain en Göring, 1941
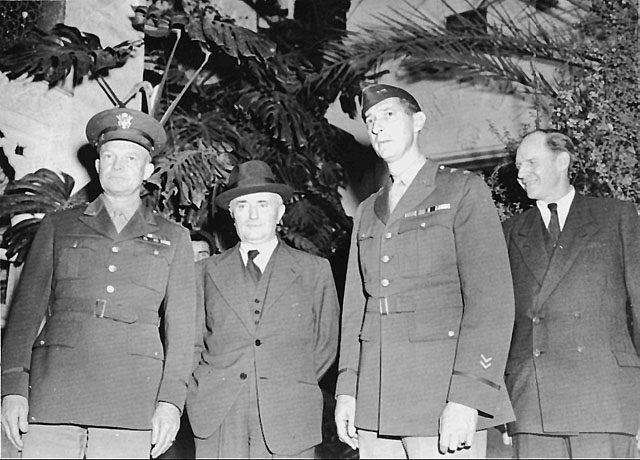
Eisenhower en Darlan tijdens de onderhandelingen in Algiers, 1942

## Onderscheidingen
- Legioen van Eer
  - Grootkruis op 21 december 1937[3]
  - Grootofficier op 31 december 1935[3]
  - Commandeur op 31 december 1930[4]
  - Officier op 1 september 1920[4]
  - Ridder op 21 mei 1915[4]
- Médaille militaire op 9 april 1940[2]
- Croix de guerre 1914-1918
- Soldatenkruis
- Overwinningsmedaille
- Herinneringsmedaille aan de Dardanellen
- Herinneringsmedaille aan de Oorlog 1914-1918
- Officier in de Maritieme Orde van Verdienste
- Ridder in Orde van Agrarische Verdienste